# Марк Марголіс
Марк Марголіс (англ. Mark Margolis ; 26 листопада 1939, Філадельфія, США — 3 серпня 2023, Нью-Йорк, США) — американський актор, найбільш відомий за роллю Гектора Саламанки у телесеріалах «Пуститися берега» та «Краще подзвоніть Солу». За акторську гру в «Пуститися берега» його було номіновано на премію «Еммі» у 2012 році. Регулярно знімався у фільмах режисера Даррена Аронофскі, з'явившись у його перших шести фільмах, починаючи з "Пі" (1998). Також відомий тим, що грав Альберто «Тінь» у «Обличчя зі шрамом» і Антоніо Наппу в телесеріалі «В'язниця Оз». Почав займатись акторським мистецтвом у підлітковому віці.

## Життєпис

### Ранні роки
Марк Марголіс народився у Філадельфії, штат Пенсільванія, в єврейській сім'ї Фаньї (уроджена Фрід) та Ісидора Марголіса.
Деякий час був студентом Університету Темпл, але покинув навчання та переїхав до Нью-Йорка. У 19 років навчався в акторській студії Стелли Адлер. Пізніше навчався в Лі Страсберга та Барбари Лоден.

### Кар'єра
Після навчання у Адлер Марголіс почав виступати в різних виставах. У 1962 році він зіграв у бродвейській виставі «Infidel Caesar» за мотивами «Юлія Цезаря» Шекспіра. П'єсу скасували після попередніх показів, в неї так і не відбулось офіційне відкриття. Згодом він заснував Blue Dome, гастролюючу театральну компанію, яка виконувала різні постановки. Марголіс виступив у понад 50 виставах на Оф-Бродвеї.
У 1976 році Марголіс вперше знявся в кіно як пасажир літака у фільмі «Відкриття Місті Бетховен». Пізніше він став відомим завдяки своїм ролям другого плану у фільмах «Обличчя зі шрамом» (1983) Ейс Вентура: Розшук домашніх тварин (1994), а також у картинах Даррена Аронофскі : Пі (1998), «Реквієм за мрією» (2000), «Фонтан» (2006)., Реслер (2008), Чорний лебідь (2010) і Ной (2014).
У 1990 році Марголіс зіграв доктора Нела Апгара в епізоді науково-фантастичного телесеріалу «Зоряний шлях: Наступне покоління». У 1991 році Марголіс зіграв Гельмута Дітера в мильній опері «Санта-Барбара». Крім цього, у нього були ролі в багатьох інших телесеріалах, зокрема Еквалайзер, Квантовий стрибок, В'язниця Оз, Закон і порядок, Розслідування Джордан, Секс і Каліфорнія, Пуститися берега і Краще подзвоніть Солу. У січні 2015 року він зіграв Фелікса Фауста в епізоді серіалу Костянтин «Quid Pro Quo». За свою роль у «Пуститися берега» Марголіс був номінований на премію «Еммі» найкращому запрошеному актору в драматичному телесеріалі". Пізніше він зіграє цю ж роль в спіноф-серіалі «Краще подзвоніть Солу».
Незважаючи на те, що Марголіс зосередився на телебаченні та кіно, він продовжував грати на сцені. У 2010 році він з'явився в ролі Берні Медоффа в постановці Imagining Madoff. У сезоні Репертуарного театру Берклі 2014 року він з'явився в ролі Гаса в постановці «The Intelligent Homosexual's Guide to Capitalism and Socialism with a Key to the Scriptures» Тоні Кушнера. У 2019 році він зіграв в іншій роботі Кушнера, зігравши Готфріда Светтса у «A Bright Room Called Day» ..

### Смерть
Марголіс помер 3 серпня 2023 року після нетривалої хвороби в лікарні Маунт-Синай у Нью-Йорку у віці 83 років.

## Особисте життя
Марголіс одружився з Жаклін Марголіс (уроджена Петков) 3 червня 1962 року. У подружжя народився син, актор Морган Марголіс, від якого мають троє онуків.

## Фільмографія

### Фільми
| Рік  | Назва українською                   | Оригінальна назва                       | Роль                          | Примітки           | Джерела |
| ---- | ----------------------------------- | --------------------------------------- | ----------------------------- | ------------------ | ------- |
| 1976 |                                     | The Opening of Misty Beethoven          | Нещасний пасажир літака       | Відсутній в титрах | [ 14 ]  |
| 1979 |                                     | Going in Style                          | Охоронець в'язниці            |                    | [ 28 ]  |
| 1980 | Одягнений для вбивства              | Dressed to Kill                         | Пацієнт                       | Відсутній в титрах | [ 14 ]  |
| 1980 |                                     | Christmas Evil                          | Покровитель різдвяної вечірки |                    | [ 29 ]  |
| 1983 |                                     | Eddie Macon's Run                       | Власник бару                  |                    | [ 30 ]  |
| 1983 | Обличчя зі шрамом                   | Scarface                                | Альберто Тінь                 |                    | [ 30 ]  |
| 1984 | Клуб «Коттон»                       | The Cotton Club                         | Чарлі Воркман                 |                    | [ 14 ]  |
| 1987 |                                     | The Bedroom Window                      | Чоловік в телефонній будці    |                    | [ 30 ]  |
| 1987 | Секрет мого успіху                  | The Secret of My Succe$s                | Слуга                         |                    | [ 30 ]  |
| 1989 | Слава                               | Glory                                   | Солдат                        |                    | [ 30 ]  |
| 1989 |                                     | White Hot                               | Олов'яна людина               |                    | [ 31 ]  |
| 1990 | Загін «Дельта» 2                    | Delta Force 2: The Colombian Connection | Генерал Олмедо                |                    | [ 30 ]  |
| 1990 | Казки з темного боку                | Tales from the Darkside: The Movie      | Гейдж                         |                    | [ 32 ]  |
| 1991 | Колодязь і маятник                  | The Pit and the Pendulum                | Мендоса                       |                    | [ 30 ]  |
| 1992 | 1492: Завоювання раю                | 1492: Conquest of Paradise              | Франсіско де Бобаділья        |                    | [ 30 ]  |
| 1994 | Ейс Вентура: Розшук домашніх тварин | Ace Ventura: Pet Detective              | містер Шикаданс               |                    | [ 30 ]  |
| 1994 |                                     | Squanto: A Warrior's Tale               | капітан Томас Хант            |                    | [ 33 ]  |
| 1996 |                                     | I Shot Andy Warhol                      | Луїс Соланас                  |                    | [ 30 ]  |
| 1996 |                                     | The Pallbearer                          | Філліп Демрко                 |                    | [ 30 ]  |
| 1996 | Абсолютна влада                     | Absolute Power                          | Ред Брендсфорд                |                    | [ 30 ]  |
| 1997 |                                     | Trouble on the Corner                   | місстер Бофорскі              |                    | [ 34 ]  |
| 1998 |                                     | Side Streets                            | бармен                        |                    | [ 30 ]  |
| 1998 | Пі                                  | π                                       | Сол Робсон                    |                    | [ 30 ]  |
| 1999 | Блакитноокий Міккі                  | Mickey Blue Eyes                        | Джин Моргансен                |                    | [ 30 ]  |
| 1999 | Бездоганні                          | Flawless                                | Вінні                         |                    | [ 30 ]  |
| 1999 | Яків брехун                         | Jakob the Liar                          | Файнгольд                     |                    | [ 30 ]  |
| 1999 | Афера Томаса Крауна                 | The Thomas Crown Affair                 | Хайнріх Кнутцхорн             |                    | [ 30 ]  |
| 1999 | Кінець світу                        | End of Days                             | Папа                          |                    | [ 30 ]  |
| 2000 |                                     | Fast Food, Fast Women                   | Грехем                        |                    | [ 30 ]  |
| 2000 |                                     | Dinner Rush                             | Фітцджерльд                   |                    | [ 30 ]  |
| 2000 | Реквієм за мрією                    | Requiem for a Dream                     | містер Рабінович              |                    | [ 30 ]  |
| 2001 | Хардбол                             | Hardball                                | Фінк                          |                    | [ 30 ]  |
| 2001 | Кравець з Панами                    | The Tailor of Panama                    | Рафі Домінго                  |                    | [ 30 ]  |
| 2001 | Ганнібал                            | Hannibal                                | експерт з парфюмів            |                    | [ 30 ]  |
| 2002 |                                     | Infested                                | отець Морнінг                 |                    | [ 34 ]  |
| 2002 | Анжела                              | Angela                                  | Сідні                         | короткометражний   |         |
| 2003 | Шибайголова                         | Daredevil                               | Едді Феллон                   | Відсутній в титрах | [ 35 ]  |
| 2004 | Таємниці минулого                   | House of D                              | містер Паппас                 |                    | [ 34 ]  |
| 2005 | Залишайся                           | Stay                                    | бізнесмен                     |                    | [ 30 ]  |
| 2005 |                                     | Headspace                               | Борис Павловський             |                    | [ 34 ]  |
| 2006 | Фонтан                              | The Fountain                            | отець Авіла                   |                    | [ 30 ]  |
| 2007 | Бувай, дитинко, бувай               | Gone Baby Gone                          | Леон Третт                    |                    | [ 30 ]  |
| 2007 |                                     | The Girl Next Door                      | безхатько, якого збиває авто  |                    | [ 36 ]  |
| 2008 | Виклик                              | Defiance                                | єврейський старійшина         |                    | [ 30 ]  |
| 2008 |                                     | Haber                                   | Бремер                        |                    | [ 34 ]  |
| 2008 | Реслер                              | The Wrestler                            | Ленні                         |                    | [ 30 ]  |
| 2008 |                                     | The Model Maker                         | моделіст                      |                    |         |
| 2010 | Чорний лебідь                       | Black Swan                              | містер Фітіан                 |                    | [ 30 ]  |
| 2011 | Війна Богів: Безсмертні             | Immortals                               | новий священник               | Відсутній в титрах | [ 37 ]  |
| 2011 |                                     | One Fall                                | Волтер                        |                    | [ 38 ]  |
| 2011 | Кур'єр                              | The Courier                             | Стітч                         |                    | [ 34 ]  |
| 2012 | Надійні хлопці                      | Stand Up Guys                           | Клабхендс                     |                    | [ 30 ]  |
| 2013 |                                     | Beneath                                 | містер Паркс                  |                    | [ 34 ]  |
| 2013 |                                     | Northern Borders                        | Віскіджек Кіттредж            |                    | [ 34 ]  |
| 2014 | Ной                                 | Noah                                    | Магог                         | Озвучування        | [ 30 ]  |
| 2015 | Противна дитина                     | Nasty Baby                              | Річард                        |                    | [ 30 ]  |
| 2015 |                                     | The Abandoned                           | Джим                          |                    | [ 34 ]  |
| 2016 | Моє велике грецьке весілля 2        | My Big Fat Greek Wedding 2              | Панос                         |                    | [ 30 ]  |
| 2017 |                                     | Valley of Bones                         | Ель Папа                      |                    | [ 34 ]  |
| 2019 |                                     | Abe                                     | Бенджамін                     |                    | [ 34 ]  |
| 2020 |                                     | Minyan                                  | Іцик                          |                    | [ 34 ]  |
| 2022 |                                     | Every Last Secret                       | Дідусь                        |                    | [ 34 ]  |

### Телебачення
| Рік       | Назва українською                   | Оригінальна назва                 | Роль               | Примітки                                     |
| --------- | ----------------------------------- | --------------------------------- | ------------------ | -------------------------------------------- |
| 1982      |                                     | Muggable Mary, Street Cop         | Мейерс             | [ 39 ]                                       |
| 1983      |                                     | Rage of Angels                    | Рікі               | телефільм                                    |
| 1985–1989 |                                     | The Equalizer                     | Джиммі             | 16 епізодів                                  |
| 1989      | Квантовий стрибок                   | Quantum Leap                      | Адріано            | Епізод: "Double Identity – November 8, 1965" |
| 1990      | Зоряний шлях: Наступне покоління    | Star Trek: The Next Generation    | доктор Нел Апгар   | Епізод: "A Matter of Perspective"            |
| 1990      | Коломбо                             | Columbo                           | Коснер             | Епізод: "Columbo Cries Wolf"                 |
| 1991      | Санта-Барбара                       | Santa Barbara                     | Хельмут Дітер      | 13 епізодів                                  |
| 1992      | Закон і порядок                     | Law & Order                       | Джордж Лобрано     | Епізод: "Prince of Darkness"                 |
| 1994      |                                     | New York Undercover               | Клерк              | Епізод: "After Shakespeare"                  |
| 1994      | Дороговказне світло                 | Guiding Light                     | Гаррі Джонс        | [ 44 ]                                       |
| 1995      |                                     | New York News                     |                    | Епізод: "Past Imperfect"                     |
| 1997      | Закон і порядок                     | Law & Order                       | Бронсон            | Епізод: "Legacy"                             |
| 1998–2003 | В'язниця Оз                         | Oz                                | Антоніо Наппа      | 10 епізодів                                  |
| 1999      |                                     | Now and Again                     | Ніккі Вордогов     | Епізод: "Pulp Turkey"                        |
| 2001      | Закон і порядок                     | Law & Order                       | Френкі Політто     | Епізод: "For Love or Money"                  |
| 2001      |                                     | 100 Centre Street                 | Мерл Кіфер         | Епізод: "Andromeda and the Monster"          |
| 2001      |                                     | Boss of Bosses                    | Джозеф Армон       | TV movie                                     |
| 2002      | Практика                            | The Practice                      | Рональд Д'Амброзіо | Епізод: "Fire Proof"                         |
| 2003–2004 |                                     | Ed                                | Мазула             | 2 епізоди                                    |
| 2004      | Закон і порядок: Злочинні наміри    | Law & Order: Criminal Intent      | Маріо Даміано      | Епізод: "Fico Di Capo"                       |
| 2004      | Секс і місто                        | Sex and the City                  | Жан-Поль Сандал    | Епізод: "The Cold War"                       |
| 2005      | Розслідування Джордан               | Crossing Jordan                   | Кехілл             | Епізод: "It Happened One Night"              |
| 2007      | Брати Доннеллі                      | The Black Donnellys               | Сел Мінетта        | Епізод: "Pilot"                              |
| 2007      | Секс і Каліфорнія                   | Californication                   | Ел Муді            | Епізод: "California Son"                     |
| 2009      |                                     | Kings                             | Прем'єр Шоу        | 2 епізоди                                    |
| 2009–2011 | Пуститися берега                    | Breaking Bad                      | Гектор Саламанка   | 8 епізодів                                   |
| 2011      | Блакитна кров                       | Blue Bloods                       | Вайті Бреннан      | 2 епізоди                                    |
| 2011      |                                     | Mildred Pierce                    | містер Кріс        | 2 епізоди                                    |
| 2011      | Закон і порядок: Спеціальний корпус | Law & Order: Special Victims Unit | Ром-Баро           | Епізод: "Lost Traveler"                      |
| 2011      | Гарна дружина                       | The Good Wife                     | отець Джим         | Епізод: "Death Row Tip"                      |
| 2011–2012 | Підозрюваний                        | Person of Interest                | Джанні Моретті     | 3 епізоди                                    |
| 2012      | Американська історія жаху: Притулок | American Horror Story: Asylum     | Сем Гудман         | 3 епізоди                                    |
| 2015      | Костянтин                           | Constantine                       | Фелікс Фауст       | Епізод: "Quid Pro Quo"                       |
| 2015      | Ґотем                               | Gotham                            | Пол Сісеро         | 2 епізоди                                    |
| 2015      | Елементарно                         | Elementary                        | Абрахам Місракі    | Епізод: "T-Bone and the Iceman"              |
| 2015      | 12 мавп                             | 12 Monkeys                        | містер Вернер      | Епізод: "Paradox"                            |
| 2015      |                                     | Benders                           | дідусь Пола        | Епізод: "Choke"                              |
| 2015      |                                     | The Affair                        | Артур Солловей     | 3 епізоди                                    |
| 2016–2022 | Краще подзвоніть Солу               | Better Call Saul                  | Гектор Саламанка   | 22 епізоди                                   |
| 2020      | Чорний список                       | The Blacklist                     | Яков Мітко         | Епізод: "Brothers"                           |
| 2020      | Крізь сніг                          | Snowpiercer                       | старий Айвен       | Епізод: "First, the Weather Changed"         |
| 2021      | Блудний син                         | Prodigal Son                      | Рудольф Свонн      | Епізод: "Head Case"                          |
| 2023      | Ваша честь                          | Your Honor                        | Карміне Конт       | 2 епізоди                                    |